# Arquitectura monolítica

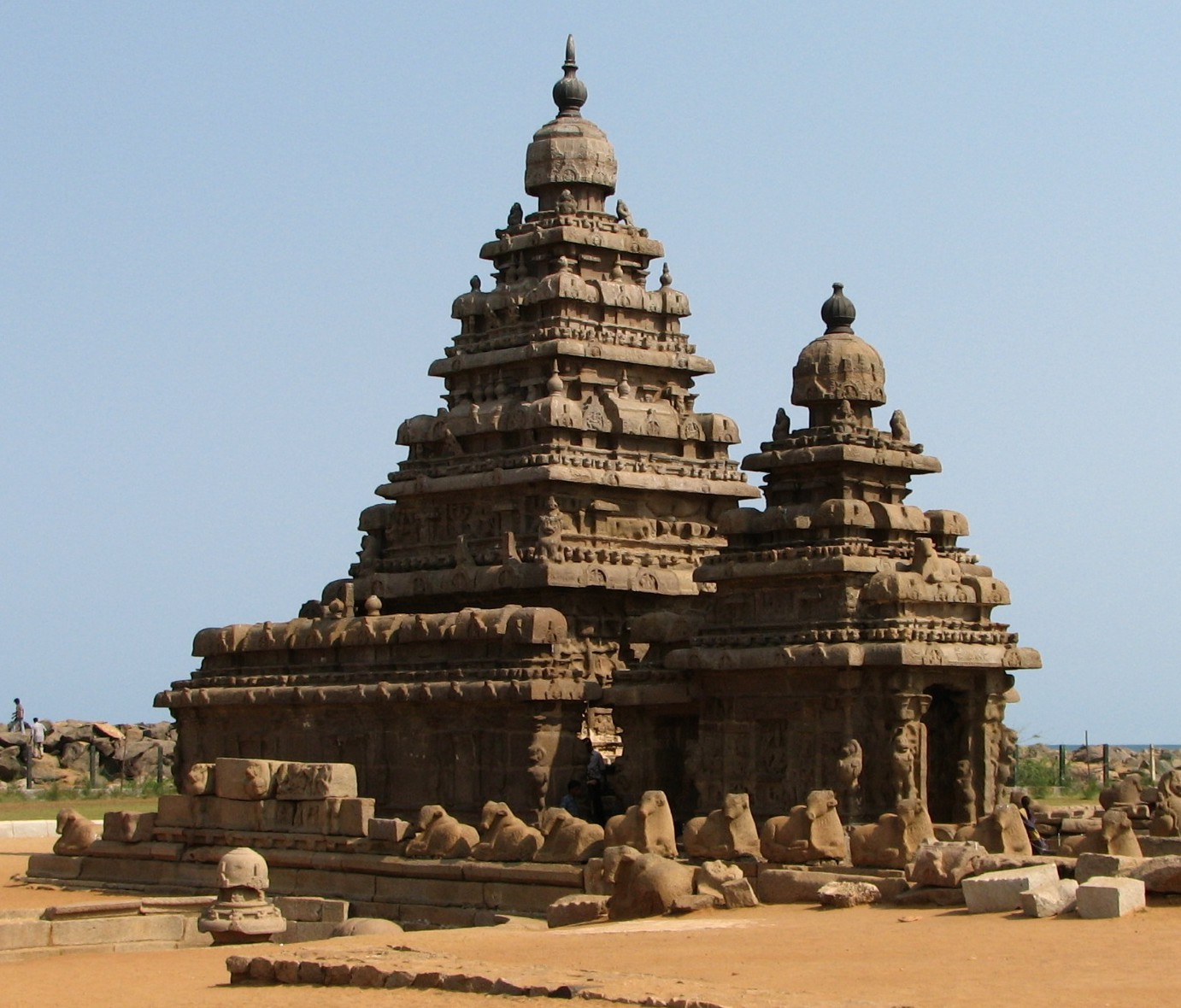
Pancha Rathas, Mahabalipuram, a l'Índia. Temple monolític de finals del s. VII

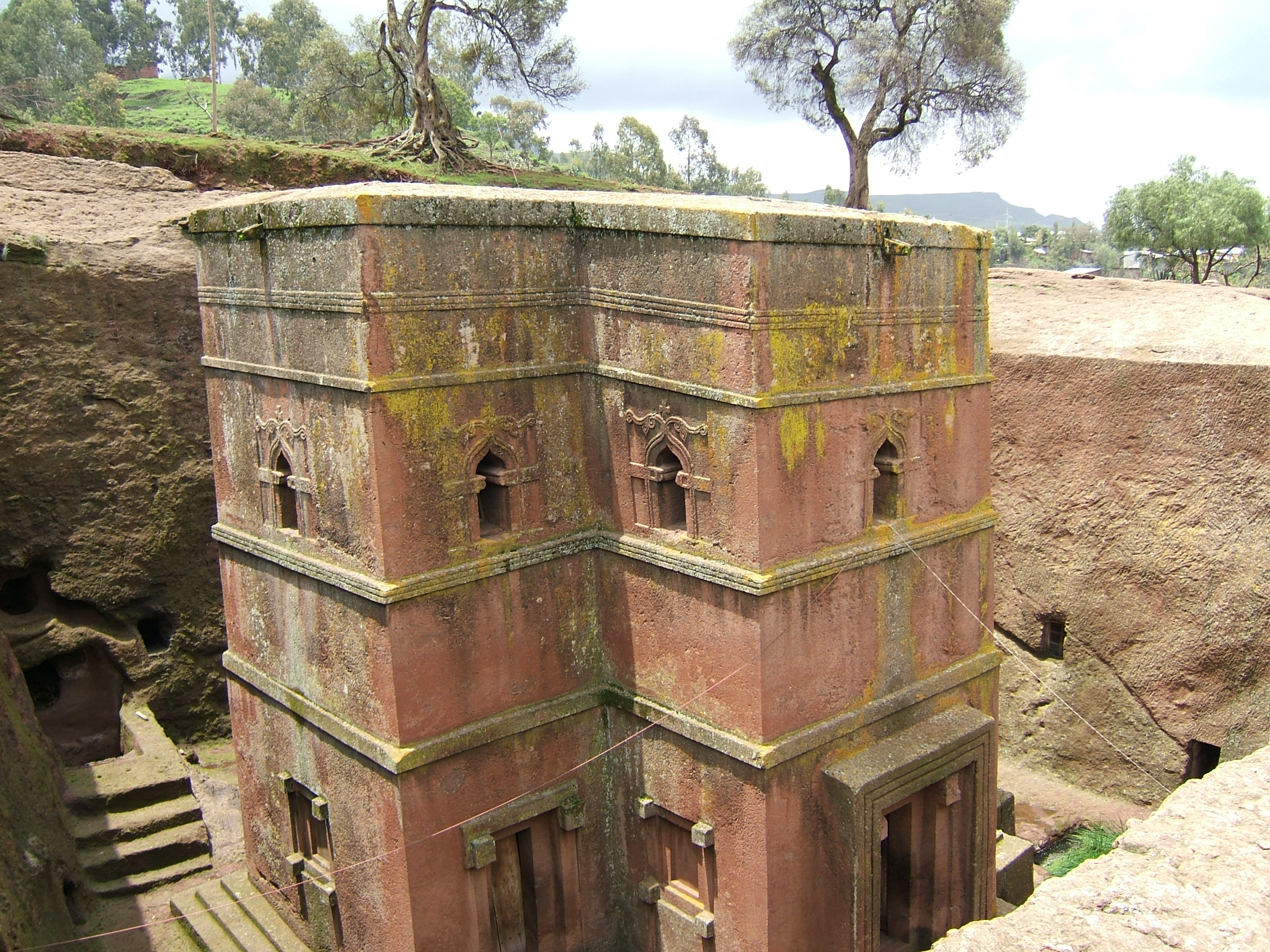
Església Biet Ghiorgis a Lalibela, Etiòpia

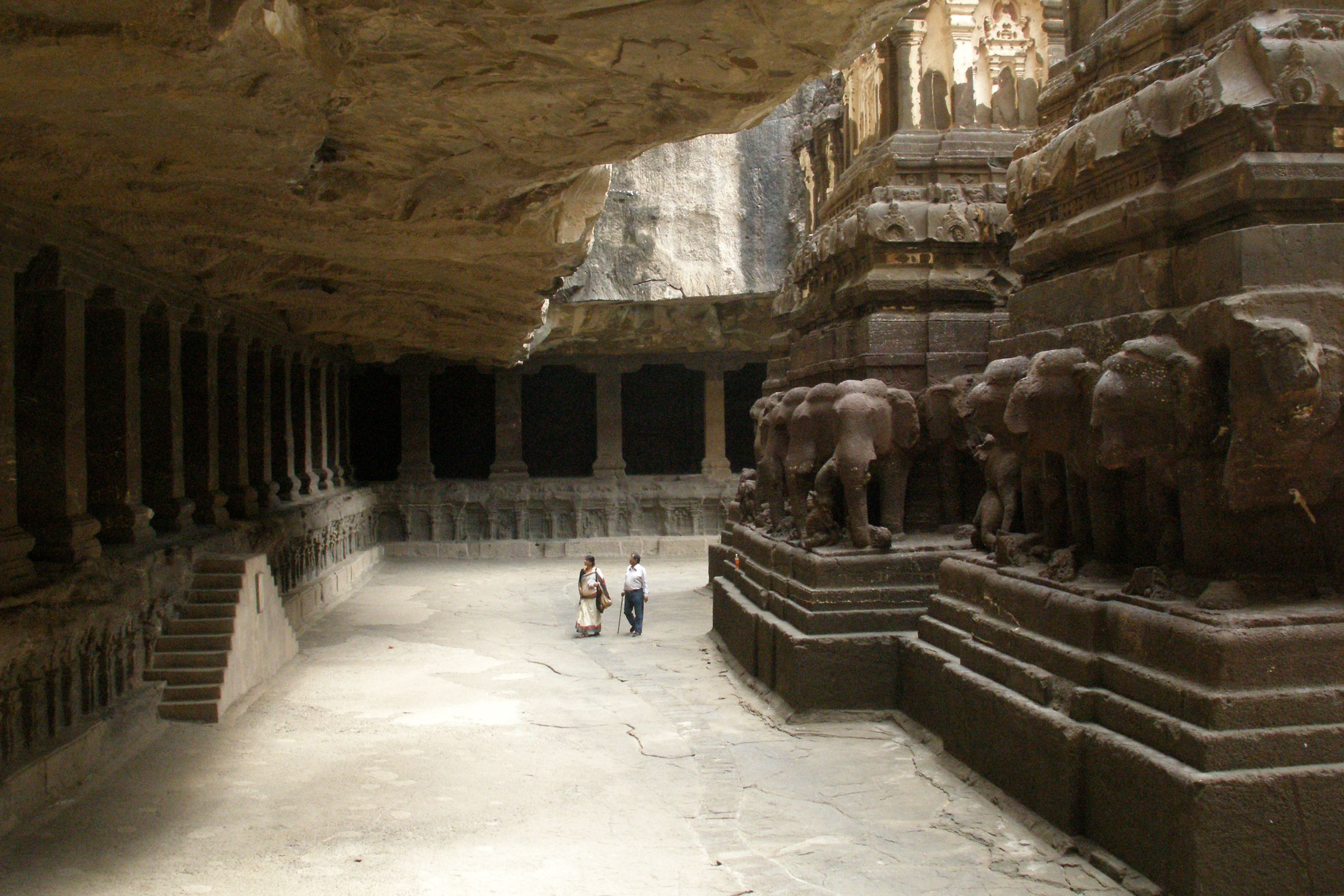
El temple de Kailasantatha, Ellora, a l'Índia

L'arquitectura monolítica és el tipus de construcció en què l'edifici és esculpit o excavat en un únic bloc de material petri.
Exemples d'edificacions monolítiques són les esglésies tallades a la roca de Lalibela, Etiòpia, o el Pancha Rathas a l'Índia.

## Elements arquitectònics monolítics
El monòlit prehistòric és la forma més simple d'element arquitectònic monolític. Els obeliscs de l'antic Egipte són també elements simbòlics més elaborats.
Un exemple antic de volta monolítica seria l'existent al mausoleu de Teodoric a Ravenna, Itàlia, que és tallat en un sol bloc de pedra.
També es poden considerar monolítiques algunes parts d'edificacions que tenen un material estructural (generalment de formigó) en un gran motle formant un sol bloc. L'exemple més complex el representaria la volta monolítica, en què el material s'aboca en un encofrat i es converteix en una estructura sòlida.